# Les Cinq frères chinois
The Five Chinese Brothers
Les Cinq frères chinois (The Five Chinese Brothers) est un livre illustré américain pour enfants écrit par Claire Huchet-Bishop et illustré par Kurt Wiese. Il a été initialement publié en 1938 par Coward-McCann. Le livre est une reprise d'un conte populaire chinois, Les Dix Frères.

## Résumé
Dans la Chine impériale de la dynastie Qing, il y a cinq frères qui « se ressemblent tous exactement ». Ils possèdent chacun un talent particulier : le premier frère peut avaler la mer, le second a un cou en fer incassable, le troisième peut étirer ses jambes à des longueurs incroyables, le quatrième est immunisé contre les brûlures et le cinquième peut retenir son souffle pour toujours. Les cinq vivent avec leur mère au bord de la mer. Le premier frère, un pêcheur, est capable de pêcher des poissons rares qui se vendent assez bien au marché, permettant à la famille de vivre confortablement. Un jour, il accepte de laisser un jeune garçon l'accompagner dans sa partie de pêche. Il tient toute la mer dans sa bouche afin que le garçon puisse récupérer des poissons et d'autres trésors marins des fonds marins. Quand il ne peut plus tenir dans la mer, il fait frénétiquement signe au garçon de retourner à terre. Le garçon l'ignore, puis se noie dans la mer lorsque l'homme est obligé d'expulser l'eau.
Le premier frère revient seul et est accusé de meurtre et condamné à mort. Cependant, un à un, ses quatre frères prennent sa place lors de quatre tentatives d'exécution. Ils sont chacun capables de poursuivre cette tromperie, en convainquant le juge de les laisser rentrer brièvement chez eux pour dire au revoir à leur mère, avant que chaque méthode d'exécution ne soit tentée. Le second frère, au cou de fer, ne peut être décapité ; le troisième frère, avec sa capacité à étendre les jambes jusqu'au fond de l'océan, ne peut pas se noyer ; le quatrième frère, avec son immunité contre les brûlures, est indemne sur le bûcher, et le cinquième frère, avec sa capacité à retenir son souffle, survit pendant la nuit dans un four plein de crème fouettée. Enfin, le juge décrète que puisque l'homme ne pouvait pas être exécuté, il devait être innocent. L'homme est libéré et les cinq frères vivent heureux pour toujours avec leur mère.

## Réception et controverse
Bien que souvent considéré comme un classique de la littérature pour enfants, Les Cinq frères chinois a été accusé de promouvoir des stéréotypes ethniques sur les Chinois, en particulier à travers ses illustrations,, et de nombreux enseignants américains ont retiré le livre de leurs classes. Cependant, le livre a eu quelques défenseurs. Dans un article du School Library Journal de 1977, Selma G. Lanes a décrit les illustrations comme « gaies et très attrayantes », caractérisant le « large style cartoon » de Wiese comme « bien adapté au conte populaire, un genre qui traite de larges vérités ». Elle a ajouté : « Je ne me souviens pas d'un conte de mon enfance qui m'a donné un sentiment plus confortable que tout allait bien avec le monde. »
Sur la base d'un sondage en ligne de 2007, la National Education Association a classé le livre parmi ses « 100 meilleurs livres pour enfants choisis par les enseignants ».

## Publications
La première édition française est publiée en 1946 aux éditions Bourrelier et reprend les illustrations de Kurt Wiese.